# لاتا سابهاروال
لاتا سابهاروال (به انگلیسی: Lata Sabharwal) (زاده ۴ دسامبر ۱۹۷۵) بازیگر، مدل هندی است.
از فیلم‌هایی که وی در آن نقش داشته‌است می‌توان به گنجینه‌ای به نام عشق پیدا کرد اشاره کرد.